# Nikhil Kanetkar
Nikhil Kanetkar (ur. 13 maja 1979 w Pune) – indyjski zawodnik badmintona.
Brał udział w grze pojedynczej mężczyzn na igrzyskach w Atenach – odpadł w 1/8 finału.